# 野澤溫泉村

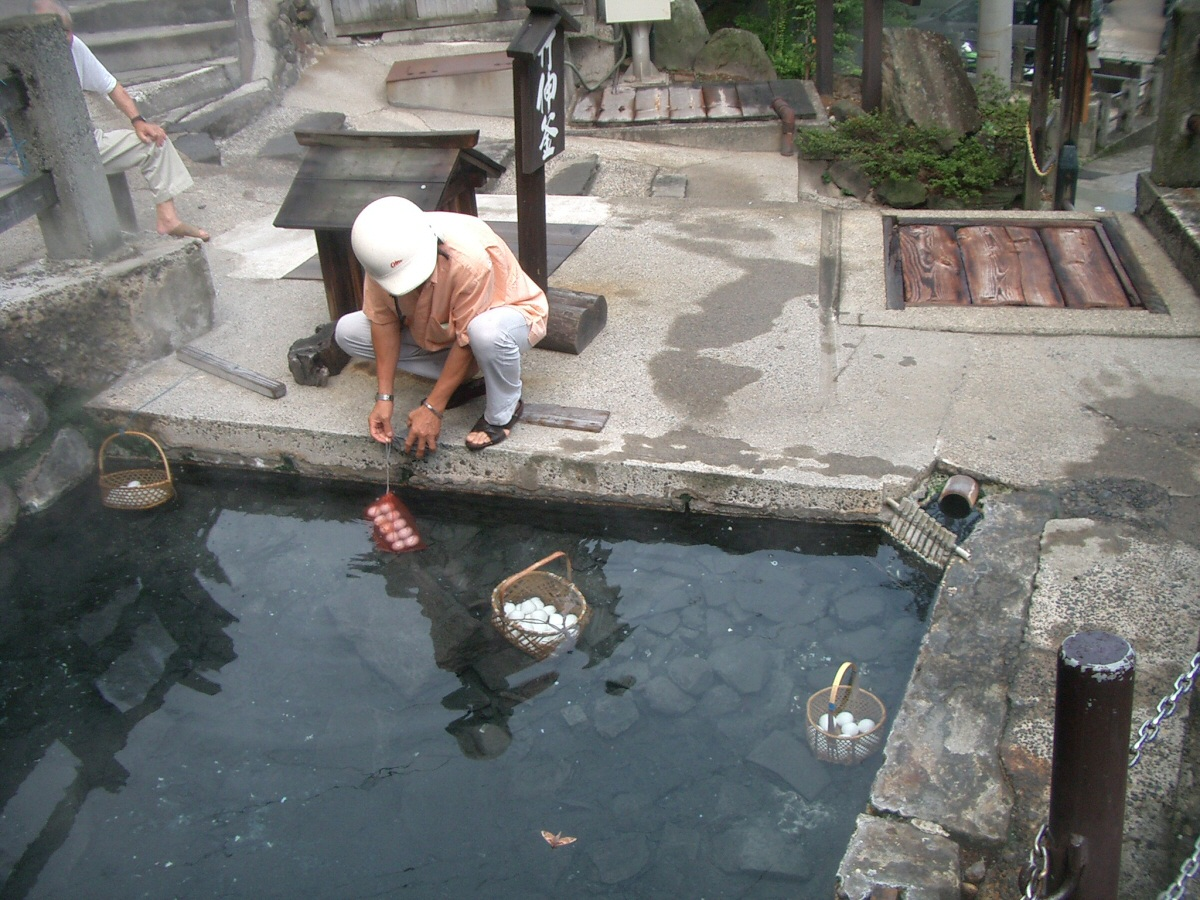
溫泉蛋

野澤溫泉村（日语：／ Nozawaonsen mura */?）是日本長野縣東北度的村莊，千曲川流經其西邊至北邊的邊界。當地以滑雪和溫泉而聞名。

## 地理
- 山：毛無山
- 河川：千曲川、湯澤川、池之澤川

### 相鄰的自治体
- 飯山市
- 下高井郡：木島平村
- 下水内郡：榮村